# Есбах
Есбах (њем. Eßbach) општина је у њемачкој савезној држави Тирингија. Једно је од 76 општинских средишта округа Зале-Орла. Према процјени из 2010. у општини је живјело 257 становника. Посједује регионалну шифру (AGS) 16075023.

## Географски и демографски подаци
Есбах се налази у савезној држави Тирингија у округу Зале-Орла. Општина се налази на надморској висини од 433 метра. Површина општине износи 5,3 km². У самом мјесту је, према процјени из 2010. године, живјело 257 становника. Просјечна густина становништва износи 49 становника/km².